# Dahab
Dahab (egipski języka arabskiego: دهب  [ˈdæhæb]) – nadmorska miejscowość turystyczna na wybrzeżu Zatoki Akaba, na półwyspie Synaj w Egipcie. Administracyjnie należy do gubernatorstwa (muhafaza) Synaj Południowy.
Rafy w Dahab ciągną się w zasadzie przez całą długość wybrzeża, ale do najbardziej popularnych wśród nurków i snorkelerów można zaliczyć znajdującą się kilka kilometrów na północ od miasta Blue Hole (dosłownie – Błękitna Dziura), gdzie zaledwie kilka metrów od brzegu znajduje się szerokie na około 50 m zagłębienie osiągające głębokość 100 m. Miejsce to otoczone jest jednocześnie złą sławą, jako że wielu nurków zginęło tutaj próbując przedostać się z głębi do zewnętrznej ściany rafy poprzez tunel na głębokości ok. 55 m.
Innym miejscem przyciągającym nurkujących jest Blue Lagoon w południowej części miasta i Canyon na północ od niego (po drodze do Blue Hole).

## Turystyka
Od początku lat 80. do końca 90. Dahab był miejscem docelowym turystów indywidualnych. Od czasu przyłączenia Synaju do sieci energetycznej Egiptu i wybudowaniu lotniska w Sharm El Sheikh miasto to doznało niesamowitego przeobrażenia. Wokoło postawiono i stawiane są w dalszym ciągu  ogromne hotele. Od 2003 roku częściowo wykonano sieć dróg, które pozwalają przewidzieć rozmiary zaplanowanych inwestycji masowej turystyki. Dla przykładu ten jeszcze w 2001 roku mało zabudowany i utwardzony odcinek trasy przy brzegu między Dahabem i Blue Hole jest już częściowo pokryty asfaltem.
Choć w Dahabie obecnie istnieje ponad 100 hoteli i ok. 80 centrów nurkowych, miejsce to nie jest jeszcze przeludnione w porównaniu do sąsiedniego kurortu na południu, Szarm el-Szejk.

## Atak terrorystyczny w kwietniu 2006
24 kwietnia 2006 miał tam miejsce atak terrorystyczny, w wyniku którego 23 osoby zginęły, zaś 160 zostało rannych.

## Inne wydarzenia
22 grudnia 2008 w wypadku autokaru ok. 10 km na południe od centrum miasta zginęło 7 rosyjskich turystów, a co najmniej 18 innych osób zostało rannych.

## Obszary ochrony przyrody w okolicach Dahab
- Rezerwat Abu Dżallum
- Rezerwat Nabk
- Park Narodowy Świętej Katarzyny

## Galeria

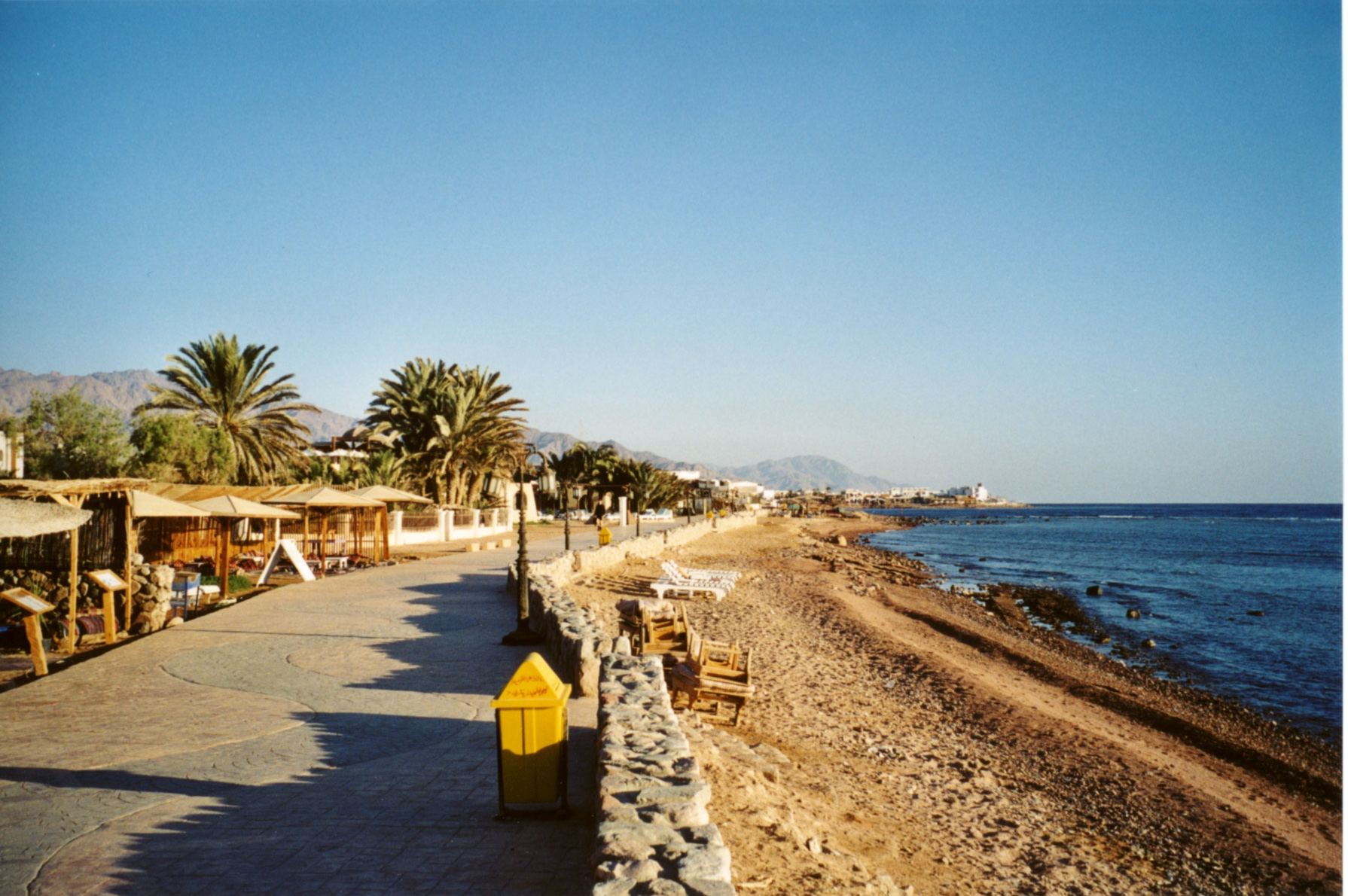
Promenada w Dahab
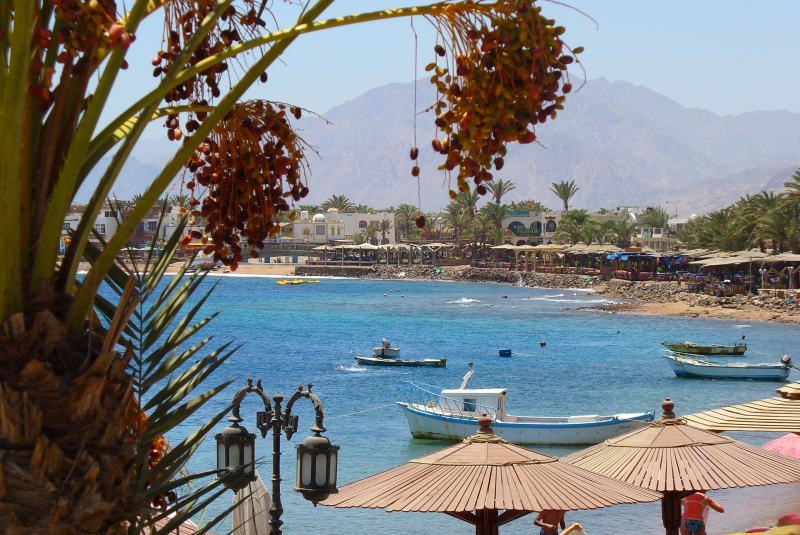
Widok na Dahab
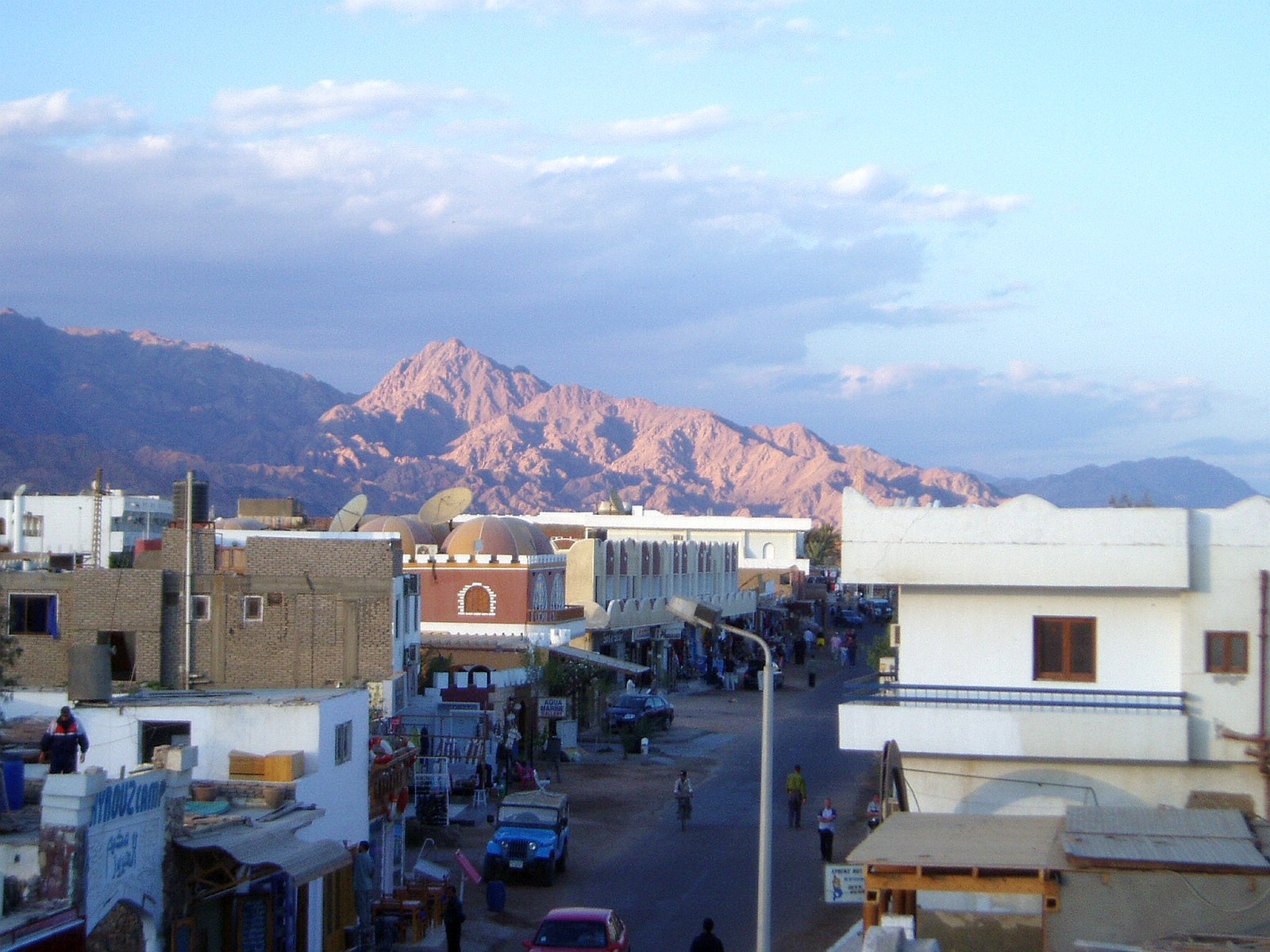
Dahab i Zatoka Akaba wieczorem
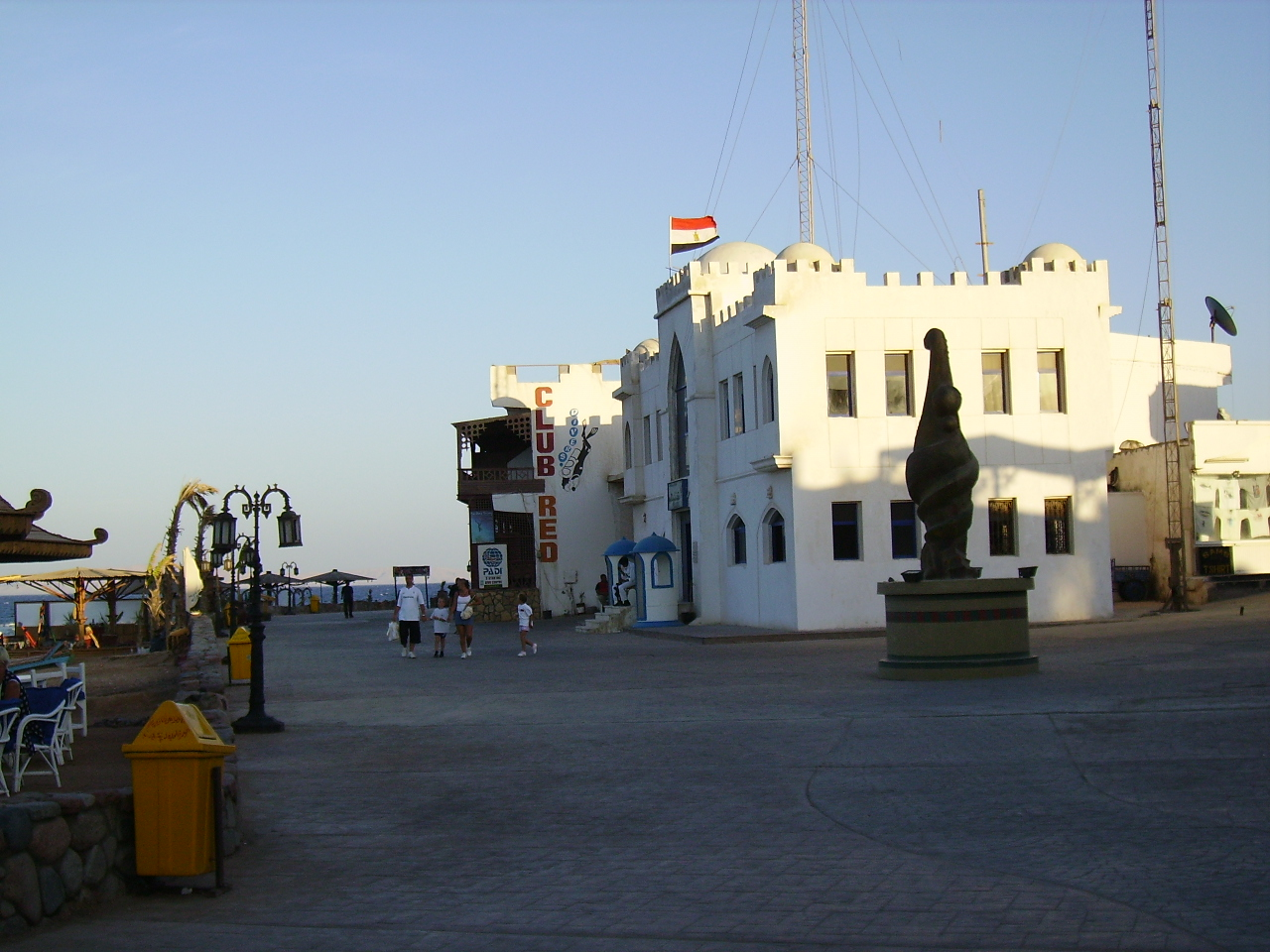
Ulica w Dahab
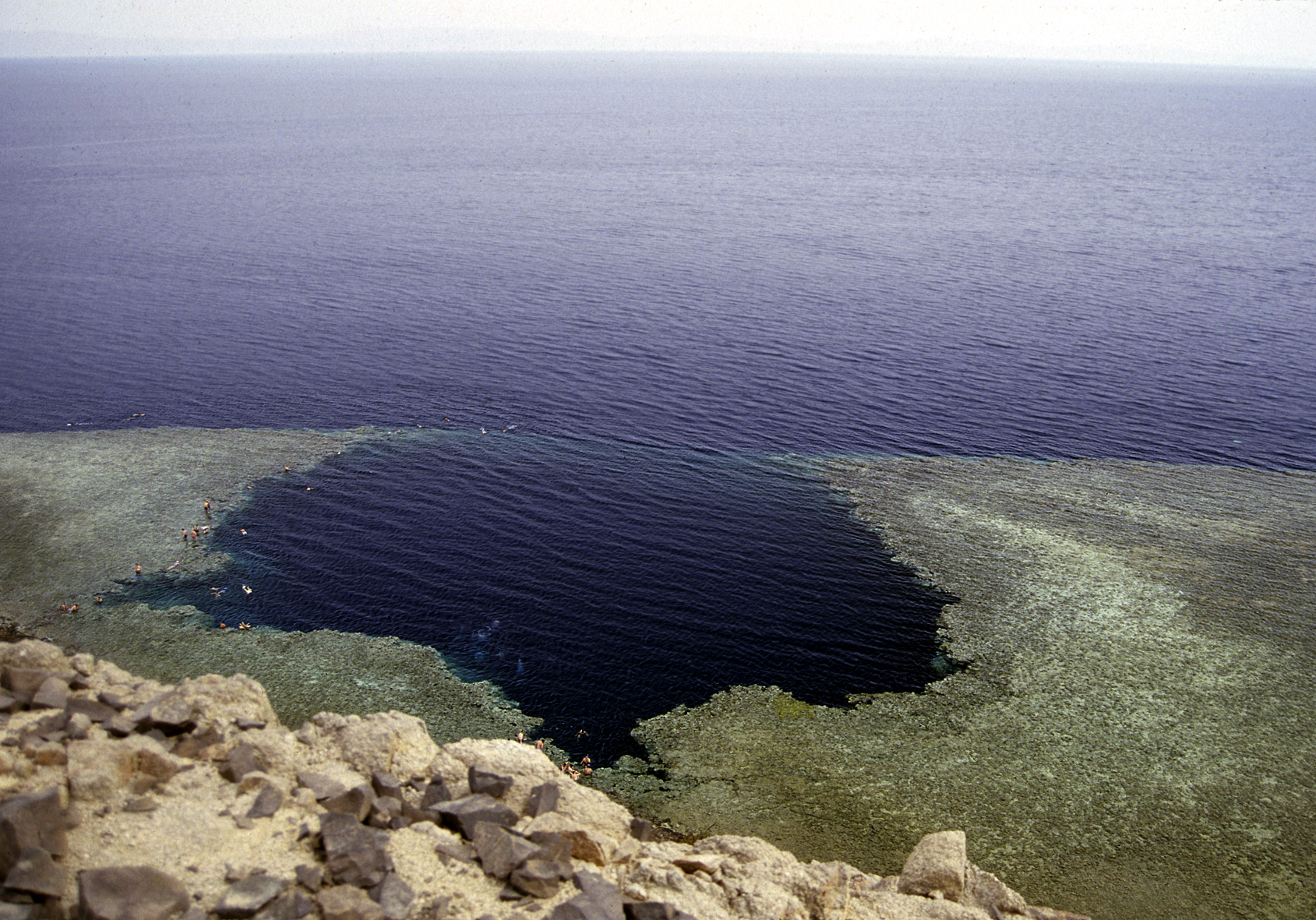
Blue Hole w pobliżu miasta
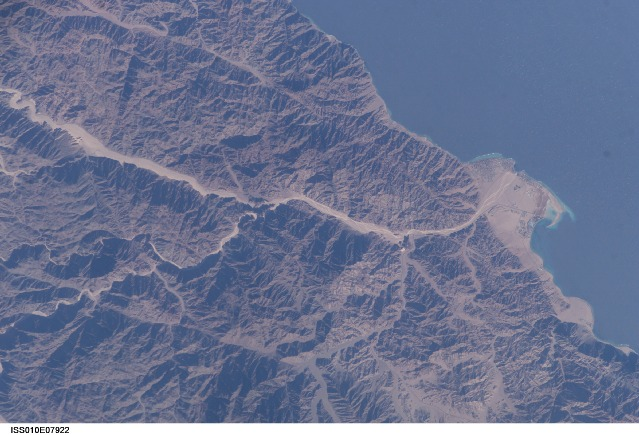
Widok satelitarny na położenie miasta
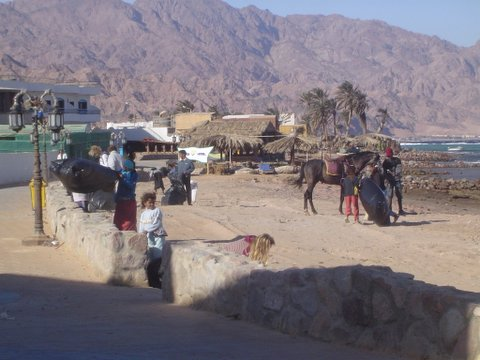
W okolicy rafy Ogród Węgorza
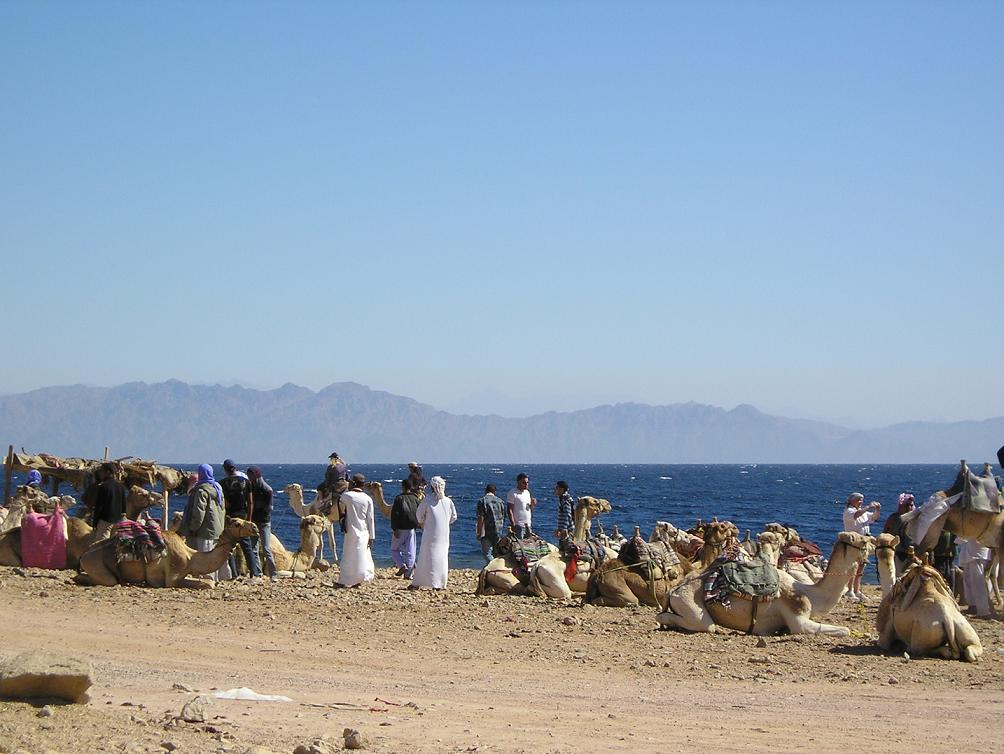
Przedmieścia miasta z widokiem na Arabię Saudyjską